# Survivor Series 1990
Survivor Series (1990) was een professioneel worstel-pay-per-view (PPV) evenement dat georganiseerd werd door de World Wrestling Federation (WWF, nu WWE). Het was de 4e editie van Survivor Series en vond plaats op 22 november 1990 op Thanksgiving Day in het Hartford Civic Center in Hartford, Connecticut.

## Matches
| Nr. | Match | Winnaar(s)                                      | Opmerkingen                     | Bron  |
| --- | --- | ----------------------------------------------- | ------------------------------- | ----- |
| 1D  | Shane Douglas vs. Buddy Rose | Shane Douglas                                   | Eén-op-één Dark match.          | [ 1 ] |
| 2   | The Warriors (Animal, Hawk, The Texas Tornado & The Ultimate Warrior) vs. The Perfect Team (Ax, Crush, Mr. Perfect, & Smash) (met Bobby Heenan en Mr. Fuji)                                                   | The Warriors                                    | 4-tegen-4 Survivor Series match | [ 2 ] |
| 3   | The Million Dollar Team (The Honky Tonk Man, Greg Valentine, Ted DiBiase & The Undertaker) (met Brother Love, Jimmy Hart en Virgil) vs. The Dream Team (Bret Hart, Dusty Rhodes, Koko B. Ware & Jim Neidhart) | The Million Dollar Team                         | 4-tegen-4 Survivor Series match | [ 2 ] |
| 4   | The Visionaries (Hercules, Paul Roma, Rick Martel & The Warlord) (met Slick) defeated The Vipers (Jake Roberts, Jimmy Snuka, Marty Jannetty & Shawn Michaels)                                                 | The Visionaries                                 | 4-tegen-4 Survivor Series match | [ 2 ] |
| 5   | The Hulkamaniacs (Big Boss Man, Hulk Hogan, Jim Duggan & Tugboat) vs. The Natural Disasters (The Barbarian, Dino Bravo, Earthquake & Haku) (met Bobby Heenan en Jimmy Hart)                                   | The Hulkamaniacs                                | 4-tegen-4 Survivor Series match | [ 2 ] |
| 6   | The Alliance (Butch, Luke, Nikolai Volkoff & Tito Santana) vs. The Mercenaries (Boris Zhukov, Sgt. Slaughter, Sato & Tanaka) (met Mr. Fuji en General Adnan)                                                  | The Alliance                                    | 4-tegen-4 Survivor Series match | [ 2 ] |
| 7   | Hulk Hogan, Tito Santana & The Ultimate Warrior vs. Hercules, Paul Roma, Rick Martel, Ted DiBiase & The Warlord (met Virgil en Slick)                                                                         | Hulk Hogan, Tito Santana & The Ultimate Warrior | 3-tegen-5 Survivor Series match | [ 2 ] |